# Frank B. Klepper
Frank B. Klepper (* 22. Juni 1864 in St. John, Putnam County, Missouri; † 4. August 1933 in Cameron, Missouri) war ein US-amerikanischer Politiker. Zwischen 1905 und 1907 vertrat er den Bundesstaat Missouri im US-Repräsentantenhaus.

## Werdegang
Frank Klepper besuchte die öffentlichen Schulen in Mirabile, wohin seine Eltern zwischenzeitlich gezogen waren. Später zog er in das Clinton County, wo er in der Landwirtschaft arbeitete. Danach studierte er an der Baker University in Baldwin City (Kansas). Daran schlossen sich zwei Jahre an, während denen Klepper als Lehrer tätig war. Nach einem Jurastudium an der University of Missouri in Columbia und seiner 1898 erfolgten Zulassung als Rechtsanwalt begann er in Polo in diesem Beruf zu arbeiten. Zwischen 1900 und 1905 war Klepper Staatsanwalt im dortigen Caldwell County.
Politisch war Klepper Mitglied der Republikanischen Partei. Bei den Kongresswahlen des Jahres 1904 wurde er im dritten Wahlbezirk von Missouri in das US-Repräsentantenhaus in Washington, D.C. gewählt, wo er am 4. März 1905 die Nachfolge von John Dougherty antrat. Da er im Jahr 1906 dem Demokraten Joshua W. Alexander unterlag, konnte er bis zum 3. März 1907 nur eine Legislaturperiode im Kongress absolvieren.
Nach seinem Ausscheiden aus dem US-Repräsentantenhaus zog Klepper nach Cameron, wo er als Anwalt praktizierte. Außerdem wurde er im Bankgewerbe tätig. Zwischen 1916 und 1920 war er Bezirksstaatsanwalt im Clinton County; danach setzte er seine Arbeit als Rechtsanwalt fort. Frank Klepper starb am 4. August 1933 in Cameron, wo er auch beigesetzt wurde.